# Język szejeński
Język szejeński (nazwa własna: Tsėhesenėstsestotse, ang. Cheyenne) – język z rodziny algonkiańskiej używany przez ok. 1700 tubylczych mieszkańców amerykańskich stanów Montana i Oklahoma. 